# Shardikrücken
Shardikrücken är en bergstopp i Antarktis. Den ligger i Östantarktis. Nya Zeeland gör anspråk på området. Toppen på Shardikrücken är 1 898 meter över havet.
Terrängen runt Shardikrücken är kuperad åt nordost, men åt sydväst är den bergig. Trakten är obefolkad. Det finns inga samhällen i närheten. 